# Albertina Soliani
Albertina Soliani (Boretto, 10 dicembre 1944) è una politica italiana.

## Biografia
Laureata in Pedagogia presso l'Università Cattolica di Milano, è stata insegnante nelle scuole elementari e medie e direttrice didattica a Parma. Formatasi nell'Azione Cattolica, è stata iscritta alla Democrazia Cristiana e quindi segretaria provinciale del Partito Popolare Italiano a Parma; responsabile nazionale del settore scuola dei Democratici, dei quali è stata tra i fondatori; coordinatrice regionale per l'Emilia-Romagna dei Democratici (con tale soggetto si candida alle elezioni europee del 1999 nella circoscrizione Italia nord-orientale, ottenendo oltre 5.800 voti, ma senza essere eletta). Precedentemente è stata sottosegretaria di stato non parlamentare alla Pubblica Istruzione nel Governo Prodi I.
Senatrice nella XIV legislatura, è stata componente della VII Commissione (istruzione pubblica, beni culturali) e della Commissione parlamentare per l'Infanzia. Nel 2002, sostenuta dal centrosinistra, si candida a sindaco del Comune di Parma; seconda col 41,89%, non accede al ballottaggio perché il suo principale concorrente, Elvio Ubaldi, ottiene già al primo turno il 52,16% e con esso la riconferma.
Rieletta senatrice nella XV legislatura con la Margherita, è stata componente della X Commissione (industria, commercio, turismo), componente della delegazione parlamentare italiana presso l'assemblea dell'Unione dell'Europa Occidentale, componente della VII Commissione (istruzione pubblica, beni culturali), della XIV Commissione (politiche dell'Unione Europea), della delegazione parlamentare italiana presso l'assemblea del Consiglio d'Europa.
Nella XVI legislatura, eletta nel PD, è componente della XIII Commissione (territorio, ambiente e beni ambientali) e della XIV Commissione (politiche dell'Unione europea).
Nel 2008 fonda con Margherita Boniver l'Associazione parlamentare "Amici della Birmania".
Il giorno 25 giugno 2015 l’Assemblea dei Soci elegge all'unanimità Albertina Soliani Presidente dell’Istituto Cervi di Gattatico (RE). Il 31 Maggio 2022 il mandato è rinnovato per altri tre anni.
Il 30 ottobre 2020 è eletta Vicepresidente Nazionale dell'Associazione Nazionale Partigiani d'Italia.
Dal 2024 Albertina Soliani è Presidente Onorario dell'Associazione per l'amicizia Italia-Birmania "Giuseppe Malpeli" di Parma.

## Opere
- Albertina Soliani, Tutto si muove, tutto si tiene. Vita e Politica. Quasi un bilancio per la generazione che viene, Edizioni Diabasis, 2013, ISBN 978-88-8103-814-5.